# Acanthura
Acanthura là chi thực vật có hoa trong họ Acanthaceae. Đây là một chi đơn loài Acanthura mattogrossensis (Lindau)